# Friedrich-Martin Balzer
Friedrich-Martin Balzer (* 24. November 1940 in Iserlohn) ist ein deutscher Sachbuchautor und Herausgeber.

## Biographie
Balzer war ein Kind eines protestantischen Pfarrers. Nach dem Abitur 1960 am Märkischen Gymnasium in Iserlohn begann er ein Studium der Germanistik, Anglistik und Politik und beendete es mit dem zweiten Staatsexamen 1969 in Marburg. Dort arbeitete er von 1968 bis 1997 als Lehrer.
1966 begann er mit den Vorarbeiten zu seiner politikwissenschaftlichen Promotion: Klassengegensätze in der Kirche. Erwin Eckert und der Bund der religiösen Sozialisten. Die Studie erschien 1973 als Buch.
Als Student war er Mitglied im Clausthaler Wingolf zu Marburg, der Humanistischen Studentenunion (HSU), im Sozialistischen Deutschen Studentenbund (SDS) und in der Marburger „Arbeitsgemeinschaft Sozialistische Opposition“. Er engagierte sich gegen die Notstandsgesetzgebung, gegen den sog. Radikalenerlass und die Raketenstationierung. Er war Gründungsmitglied und Sprecher der „Friedensinitiative Marburger Forum“ von 1981 bis 1994 und Mitglied des Krefelder Kreises im Rahmen der „Krefelder Initiative“. Er arbeitet heute im Vorstand des Marburger Forums.
Balzer veröffentlichte zu verschiedenen linken Intellektuellen des 20. Jahrhunderts z. B. Wolfgang Abendroth, Heinz Düx, Erwin Eckert, Emil Fuchs, Klaus Fuchs, Kurt Goldstein, Hans Heinz Holz, Heinz Kappes, Karl Kleinschmidt, Hanfried Müller, Kurt Pätzold, Helmut Ridder, Wolfgang Ruge, Manfred Weißbecker und Gert Wendelborn.

## Publikationen (1972–2025)
- Klassengegensätze in der Kirche. Erwin Eckert und der Bund der Religiösen Sozialisten Deutschlands. 3. Auflage. Bonn 1993, ISBN 3-89144-166-5. [Phil. Diss. v. 1972; Erstauflage 1973]
- mit Ulrich Schnell: Der Fall Erwin Eckert. Zum Verhältnis von Protestantismus und Faschismus am Ende der Weimarer Republik. 2. Auflage. Bonn 1993, ISBN 3-89144-167-3.
- Miszellen zur Geschichte des deutschen Protestantismus. –  Gegen den Strom. Marburg 1990, ISBN 3-89419-018-3.
- (Hrsg.): Ihr Kleingläubigen, warum seid Ihr so furchtsam? Äußerungen von Erwin Eckert und Heinz Kappes 1931 in Karlsruhe. Bonn 1993, ISBN 3-89144-187-8.
- (Hrsg.): Ärgernis und Zeichen. Erwin Eckert – Sozialistischer Revolutionär aus christlichem Glauben. Bonn 1993, ISBN 3-89144-168-1.
- mit Gert Wendelborn: Wir sind keine stummen Hunde. Heinz Kappes (1893–1988). Christ und Sozialist in der Weimarer Republik. Bonn 1994, ISBN 3-89144-197-5.
- Reinhard Hübsch, Friedrich-Martin Balzer (Hrsg.): Operation Mauerdurchlöcherung. Robert Neumann und der deutsch-deutsche Dialog. Bonn 1994, ISBN 3-89144-189-4.
- Ingrid Strobl: Vorwärts und nicht vergessen. Kurt Goldstein. Ein Porträt. Video-Film, VHS, 56 Minuten, Produktion, Verleih und Vertrieb von Friedrich-Martin Balzer 1994.
- Friedrich-Martin Balzer, Christian Stappenbeck (Hrsg.): Sie haben das Recht zur Revolution bejaht. Christen in der DDR. Ein Beitrag zu 50 Jahre „Darmstädter Wort“. Bonn 1997, ISBN 3-89144-225-4.
- Es wechseln die Zeiten ... Reden, Aufsätze, Vorträge, Briefe eines 68-ers aus vier Jahrzehnten (1958–1998). Bonn 1998, ISBN 3-89144-259-9.
- Friedrich-Martin Balzer, Hans Manfred Bock, Uli Schöler (Hrsg.): Wolfgang Abendroth. Wissenschaftlicher Politiker. Bio-bibliographische Beiträge. Opladen 2001, ISBN 3-8100-3135-6.
- (Hrsg.): Wolfgang Abendroth für Einsteiger und Fortgeschrittene. CD-Rom. 2., durchgesehene und erheblich erweiterte Auflage, Bonn 2006.
- Friedrich-Martin Balzer, Helge Speith (Hrsg.): Deutsche Misere. Die Auseinandersetzungen um den marxistischen Philosophen Hans Heinz Holz (1970–1974). durchgesehene und wesentlich erweiterte Fassung. Marburg 2006 (Privatdruck).
- Erwin Eckert, Emil Fuchs: Blick in den Abgrund. Das Ende der Weimarer Republik im Spiegel zeitgenössischer Berichte und Interpretationen. Herausgegeben von Friedrich-Martin Balzer und Manfred Weißbecker. Bonn 2002, ISBN 3-89144-298-X.
- (Hrsg.): Wolfgang Ruge für Einsteiger und Fortgeschrittene. CD-ROM. Bonn 2003 und 2011.
- (Hrsg.): Helmut Ridder. Das Gesamtwerk. Werkausgabe in sechs Bänden für Einsteiger und Fortgeschrittene.  4., erweiterte und korrigierte Auflage. Bonn 2019.
- mit Werner Renz (Hrsg.): Das Urteil im Frankfurter Auschwitz-Prozess. Bonn 2004, ISBN 3-89144-354-4.
- (Hrsg.): Der Frankfurter Auschwitz-Prozess (1963–1965). CD-Rom. Bonn 2004.
- (Hrsg.): Heinz Düx: Die Beschützer der willigen Vollstrecker. Persönliche Innenansichten der bundesdeutschen Justiz. Bonn 2004, ISBN 3-89144-355-2.
- (Hrsg.): Wolfgang Ruge: Arnold Ruge (1802–1880). Fragmente eines Lebensbildes. Bonn 2004, ISBN 3-89144-359-5.
- (Hrsg.): Wir sind die letzten – fragt uns. Kurt Goldstein. Spanienkämpfer, Auschwitz und Buchenwaldhäftling. 2., durchgesehene und stark erweiterte Auflage. Bonn 2005, ISBN 3-89144-362-5.
- (Hrsg.): Gert Wendelborn für Einsteiger und Fortgeschrittene. CD-Rom. Bonn 2005.
- (Hrsg.): Justizunrecht im Kalten Krieg. Die Kriminalisierung der westdeutschen Friedensbewegung im Düsseldorfer Prozess 1959/60. Köln 2006, ISBN 3-89438-341-0.
- (Hrsg.): Hans Heinz Holz für Einsteiger und Fortgeschrittene.  CD-Rom. 4. erweiterte Auflage. Bonn 2011.
- (Hrsg.): Wolfgang Ruge. Beharren, kapitulieren oder umdenken. Gesammelte Schriften 1989–1999. 2. Auflage. Berlin 2011, ISBN 978-3-89793-149-7.
- (Hrsg.): Kurt Finker. Der Dämon kam über uns. Faschismus und Antifaschismus im Geschichtsbild und in der Geschichtsschreibung Westdeutschlands (1945–1955). Mit einem Geleitwort von Otto Köhler, Bonn 2008, ISBN 978-3-89144-403-0.
- And the cock crowed again. Essays on Political Ideology and Church History, Verlag Traugott Bautz, Nordhausen 2008, ISBN 978-3-88309-474-8.
- Friedrich-Martin Balzer, Georg Fülberth (Hrsg.): Eric Hobsbawm. Zwischenwelten und Übergangszeiten. Interventionen und Wortmeldungen. 2. Auflage. Köln 2010, ISBN 978-3-89438-405-0.
- Prüfet alles, das Gute behaltet. Bonn 2010, 2. Auflage 2011, ISBN 978-3-89144-433-7.
- (Hrsg.): Protestantismus und Antifaschismus vor 1933. Der Fall des Pfarrers Erwin Eckert. Bonn 2011, ISBN 978-3-89144-443-6.
- (Hrsg.): Düx, Heinz: Justiz und Demokratie. Anspruch und Realität in Westdeutschland nach 1945. Bonn 2013, ISBN 978-3-89144-467-2.
- Manfred Weißbecker (Hrsg.): Anstöße. Erträge. Spiegelungen. Ein Lesebuch von und für Friedrich-Martin Balzer. Marburg 2015, ISBN 978-3-00-051009-0.
- (Hrsg.): Erwin Eckert – Antifaschismus.Frieden.Demokratie. Reden und Texte (1945–1959) in zwei Bänden. Essen 2021, ISBN 978-3-96170-057-8.
- Berufsverbot in der Kirche – Der unerledigte Fall Erwin Eckert. Köln 2023, ISBN 978-3-89438-810-2.
- 1948/49. Jahre der Entscheidung. Wie Erwin Eckert um Deutschlands Zukunft kämpfte. Bergkamen 2018, ISBN 978-3-88515-293-4.
- Gegen den Strom deutscher Kirchen- und Gesellschaftsgeschichtsschreibung. Berlin 2025, ISBN 978-3-86465-200-4.